# 阿巴寨口岸
22°25′45″N 102°10′52″E / 22.42917°N 102.18111°E
阿巴寨口岸（越南语：／），是越南奠边省芒㖇县的一个边境口岸。与该口岸相接的是中国云南省普洱市江城县曲水镇的龙富口岸。